# Gigabit
Un gigabit és una unitat de mesura d'emmagatzemament informàtic normalment abreujada com Gb o de vegades Gbit, que equival a 10⁹ bits.
El gigabit està estretament relacionat amb el gibibit, que en sistema binari és igual a 2³⁰ bits. Noteu tanmateix, que un gibibit (1.073.741.824 bits) és superior a un gigabit (1.000.000.000 bits) en més de 7%.
Les memòries RAM i els xips de memòria flaix solen tenir una capacitat que és una potència de dos, però no necessàriament altres dispositius com unitats de disc dur.